# Heucourt-Croquoison
Heucourt-Croquoison és un municipi francès situat al departament del Somme i a la regió dels Alts de França. L'any 2007 tenia 115 habitants.

## Demografia

### Població
El 2007 la població de fet de Heucourt-Croquoison era de 115 persones. Hi havia 48 famílies de les quals 16 eren unipersonals (8 homes vivint sols i 8 dones vivint soles), 16 parelles sense fills i 16 parelles amb fills.
La població ha evolucionat segons el següent gràfic:
Habitants censats

### Habitatges

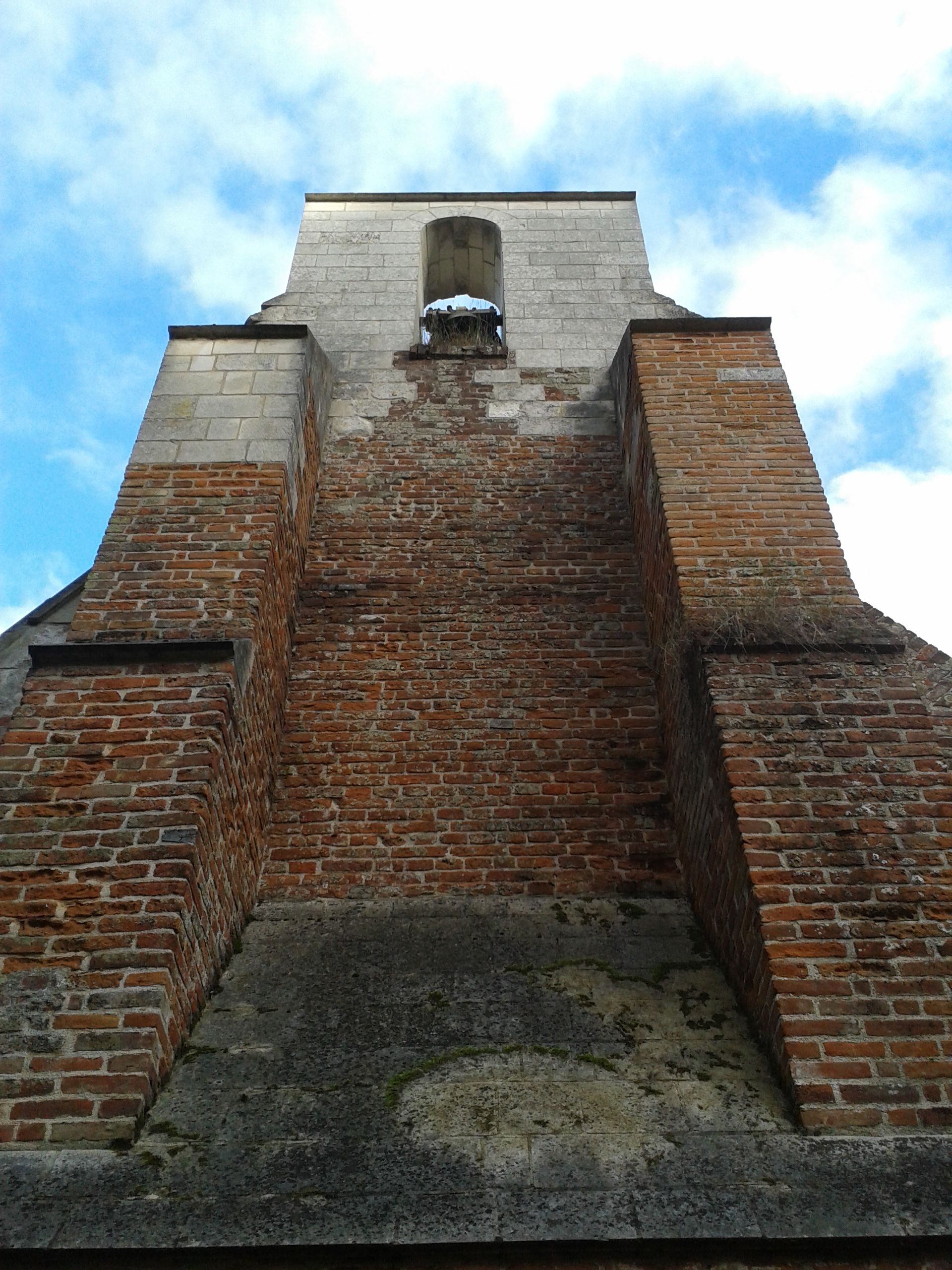

El 2007 hi havia 61 habitatges, 47 eren l'habitatge principal de la família, 10 eren segones residències i 3 estaven desocupats. Tots els 61 habitatges eren cases. Dels 47 habitatges principals, 44 estaven ocupats pels seus propietaris i 3 estaven llogats i ocupats pels llogaters; 13 tenien tres cambres, 17 en tenien quatre i 18 en tenien cinc o més. 28 habitatges disposaven pel capbaix d'una plaça de pàrquing. A 20 habitatges hi havia un automòbil i a 20 n'hi havia dos o més.

### Piràmide de població
La piràmide de població per edats i sexe el 2009 era:
| Homes | Edats   | Dones |
| ----- | ------- | ----- |
| 0     | 95 o +  | 0     |
| 0     | 90 a 94 | 0     |
| 0     | 85 a 89 | 0     |
| 0     | 80 a 84 | 0     |
| 4     | 75 a 79 | 4     |
| 0     | 70 a 74 | 4     |
| 8     | 65 a 69 | 0     |
| 0     | 60 a 64 | 8     |
| 0     | 55 a 59 | 0     |
| 4     | 50 a 54 | 4     |
| 4     | 45 a 49 | 0     |
| 0     | 40 a 44 | 4     |
| 8     | 35 a 39 | 0     |
| 8     | 30 a 34 | 8     |
| 12    | 25 a 29 | 4     |
| 0     | 20 a 24 | 4     |
| 0     | 15 a 19 | 0     |
| 4     | 10 a 14 | 0     |
| 4     | 5 a 9   | 0     |
| 12    | 0 a 4   | 0     |

## Economia

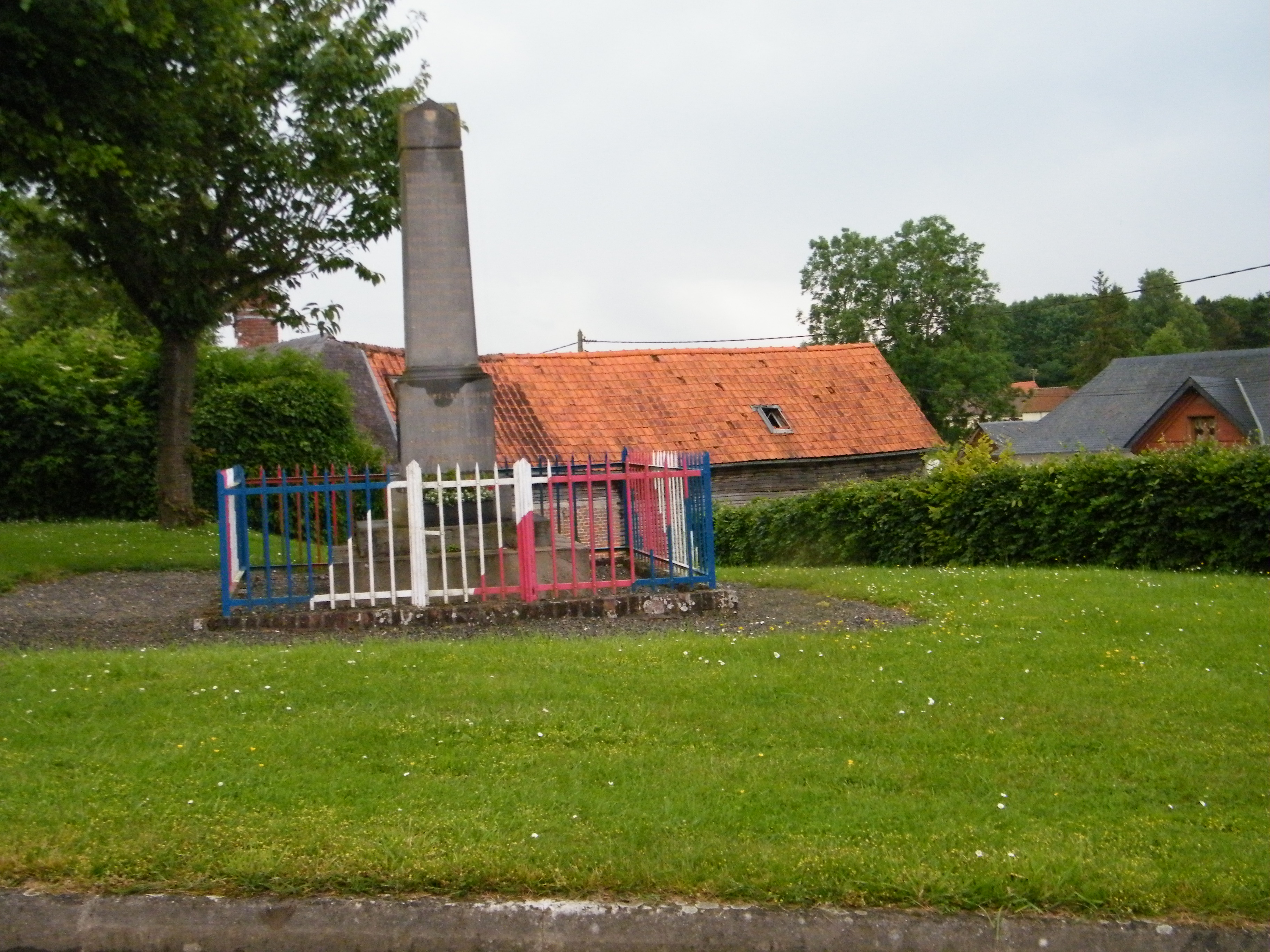

El 2007 la població en edat de treballar era de 66 persones, 50 eren actives i 16 eren inactives. De les 50 persones actives 48 estaven ocupades (26 homes i 22 dones) i 2 estaven aturades (1 home i 1 dona). De les 16 persones inactives 8 estaven jubilades, 2 estaven estudiant i 6 estaven classificades com a «altres inactius».
Activitats econòmiques
L'únic establiment que hi havia el 2007 era d'una empresa de comerç i reparació d'automòbils.
L'any 2000 a Heucourt-Croquoison hi havia 8 explotacions agrícoles.

## Poblacions més properes
El següent diagrama mostra les poblacions més properes.